# Фуртунешти (Бузау)
Фуртунешти (рум. Furtunești) насеље је у Румунији у округу Бузау у општини Гура Тегиј. Oпштина се налази на надморској висини од 487 m.

## Становништво
Према подацима из 2002. године у насељу је живело 1022 становника, од којих су сви румунске националности.